# Joseph Tenenbaum
Joseph Tenenbaum (geboren 22. Mai 1887 in Sasov, Österreich-Ungarn; gestorben 10. Dezember 1961 in New York City) war ein polnisch-US-amerikanischer Mediziner und jüdischer Verbandsfunktionär.

## Leben
Joseph Tenenbaum studierte Medizin in Wien (Examen 1911) und in Lemberg (Examen 1914) und engagierte sich in der zionistischen Jugendorganisation Zeire Zion. Im Ersten Weltkrieg war er Soldat der k.u.k. Armee und war als Militärarzt eingesetzt. Tenenbaum war 1919 Mitglied der polnischen Delegation und einer der Vertreter der Interessen der polnischen Juden bei der Pariser Friedenskonferenz, bei der Minderheitenrechte vereinbart wurden.
Tenenbaum wanderte 1920 in die USA aus. Er arbeitete als Arzt, lehrte an der Columbia University (1922–24) und arbeitete als Urologe in verschiedenen Kliniken in New York City. Er heiratete Sheila Schwartz; sie hatten drei Söhne, der älteste war der Ökonom Edward A. Tenenbaum.
Tenenbaum engagierte sich in jüdischen Interessenvertretungen und war von 1929 bis 1936 Leiter des Exekutivkomitees des American Jewish Congress und später nochmal für zwei Jahre (1943–45) dessen Vizepräsident. Er gründete in dieser Funktion 1936 zusammen mit dem Jewish Labor Committee den Joint Boycott Council, mit dem politischer Druck auf NS-Deutschland ausgeübt werden sollte; den Vorsitz hatte er bis 1941 inne. Im Jahr 1936 war er Vorstandsmitglied des World Jewish Congress (WJC).
Tenenbaum war nach dem Krieg Präsident der American Federation of Polish Jews und organisierte Hilfsaktionen für Holocaust-Überlebende in Polen.
Er veröffentlichte medizinische Fachbeiträge, Aufsätze und Stellungnahmen zu politischen Fragen des Judentums und zum Holocaust.

## Schriften (Auswahl)
- Unsere Friedensfrage (von einem Zionisten). Wien, 1917
- Żydowskie problemy gospodarcze w Galicyi. Wieden : Moriah, 1918
- Josef Bendow (Pseudonym): Der Lemberger Judenpogrom (November 1918–Jänner 1919). Wien-Brünn, M. Hickl, 1919
- La Question juive en Pologne. Paris, 1919
- In fayer : ertsehlungen fun'm shlakhṭfeld fun a dokṭor in der alṭer esṭraykhish-ungarisher armey. Jiddisch. New York : M.N. Mayzel, 1926
- The riddle of sex; the medical and social aspects of sex, love and marriage. New York : The Macaulay company, 1929
- Mad heroes; skeletons and sketches of the eastern front, 1931
- Races, nations and Jews. New York : Bloch Publishing Company, 1934
- Peace for the Jews. New York, N.Y. : American Federation for Polish Jews, 1945
- mit Sheila Tenenbaum: In Search of a Lost People : the old and new Poland. New York : Beechhurst Press, 1948
- Galitsye mayn alte heym. Buenos Aires, 1952
- Underground, the story of a people. New York : Philosophical Library, 1952
- The Einsatzgruppen, in: Jewish Social Studies, 1955, Vol. 17, Nr. 1, S. 43–64
- Race and Reich : The story of an epoch. New York : Twayne Publishers, 1956
- Nazi Rule in Poland and the Jewish Medical Profession. Teil des dreiteiligen  Martyrdom of Jewish Physicians in Poland, herausgegeben von Louis Falstein, 1964